# Zbór luterański w Czerminie
Zbór luterański w Czerminie (do 1867 w Sarnowie) – były zbór luterański założony przez kolonistów józefińskich w 1784 na mocy Patentu Tolerancyjnego. Do 1867 siedzibą zboru był Sarnów (niem. Reichsheim) a następnie Czermin (niem. Hohenbach).

## Historia

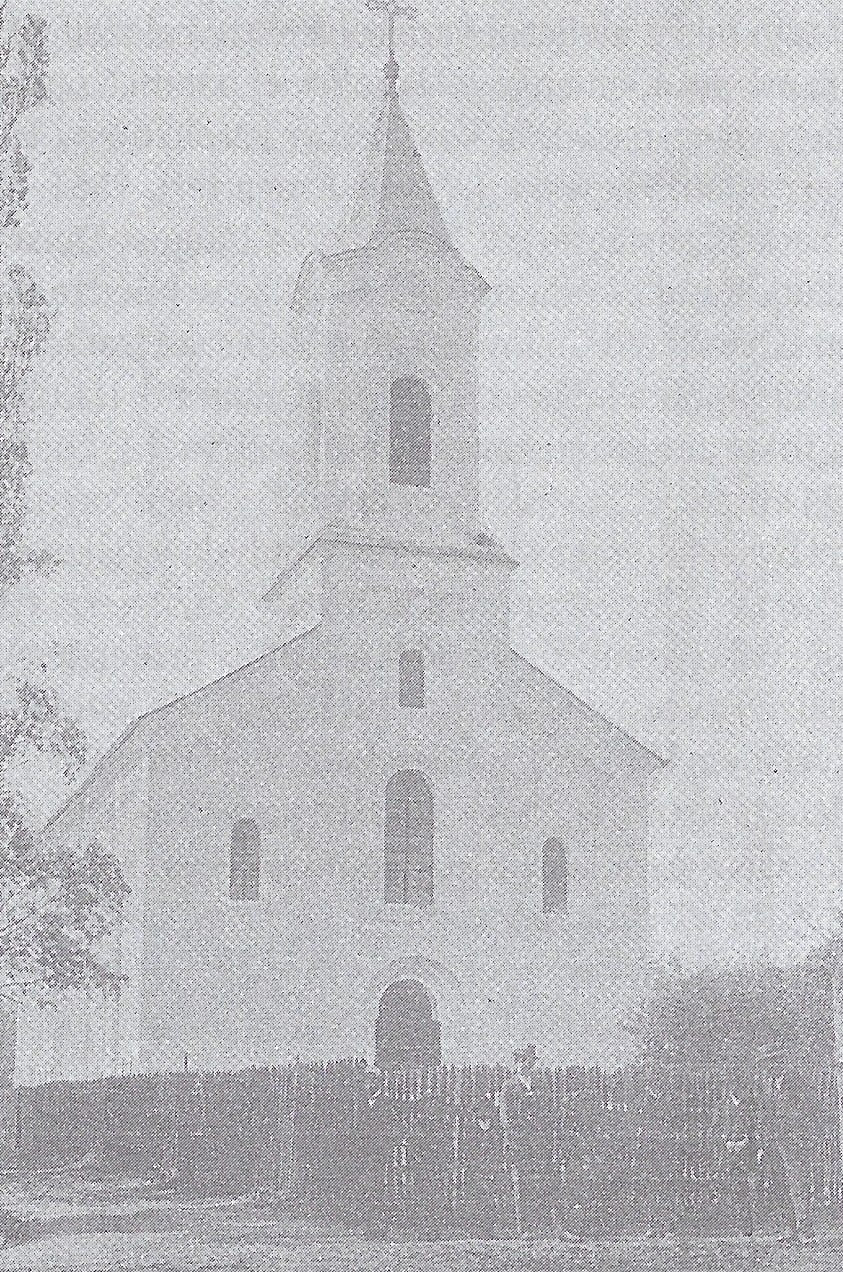
Kościół ewangelicki w Hohenbachu

W procesie kolonizacji józefińskiej w latach 80. XVIII wieku w widłach Wisły i Sanu powstało kilkanaście miejscowości. Część kolonistów było wyznania ewangelicko-augsburskiego, a jedną z założonych przez nich kolonii w okolicach Mielca był Reichsheim (obecnie Sarnów). W 1784 na mocy Patentu Tolerancyjnego zawiązał się tu zbór luterański, który w strukturze Kościoła ewangelickiego austriackiej Przedlitawii należał do superintendentury morawsko-śląsko-galicyjskiej, a od 1804 do superintendentury lwowskiej i jej senioratu zachodniego. Do 1867 do tego zboru należały opróch Reichsheimu wioski Fallbrun (Padew), Hohenbach (Czermin) i powstała w 1853 kolonia Goleschau (Goleszów). W pierwszej połowie lat 30. XIX wieku w czasie pastorowania księdza Erthnera w Reichsheimie wybudowano nowy drewniany dom modlitwy poświęcony w 1836, a w 1837 nowa szkoła. W Hohenbachu już w 1784 zawiązał się zbór filialny z własnym kościołem z 1802 r. i szkołą, wybudowaną w latach 1848-1850. Kolonia Hohenbach została założona na bardziej żyznych ziemiach niż Reischheim przez co lepiej prosperowała, w 1867 właśnie tutaj przeniesiono siedzibę zboru (zamieszkania pastora), a Reischeim został jej zborem filialnym. Według schematyzmu kościelnego z 1875 roku zbór zrzeszał 965 ewangelików (960 wyznania augsburskiego i 5 helweckiego), z czego 440 mieszkało w Hohenbach, 230 w Reichsheim, 70 w Goleszowie, a w Padwi i okolicy 225. Pastorem był Karl Johann Zipser z Bielska. Na terenie zboru znajdowały się trzy jednoklasowe szkoły ewangelickie: w Hohenbach, Reichsheim i Padwi. W 1905 wybudowano kościół filialny w Padwi. Po upadku Austro-Węgier zbór przystąpił do samodzielnego Kościoła Ewangelickiego Augsburskiego i Helweckiego Wyznania w Małopolsce i jego senioratu zachodniego. W 1923 do zboru przyłączono miejscowości po dawnej stronie rosyjskiej: Luszyca (niem. Samuelsdorf) i Przeczów (niem. Hartfeld) założone przez byłych mieszkańców Hohenbachu około 1820, jak również osadę Mikołajów założoną w 1832 przez osadników z Padwi. Zbór przestał praktycznie funkcjonować w związku z wydarzeniami II wojny światowej, kiedy to zborownicy zostali przesiedleni bądź wyjechali. W 1942 dom modlitwy w Sarnowie został poświęcony jako kościół katolicki pw. Najświętszego Serca Pana Jezusa. Budynki zboru w Czerminie zostały rozebrane na budulec drogowy lub zburzone przez żołnierzy Armii Czerwonej w 1944 roku.